# Pech (Adelsgeschlecht)

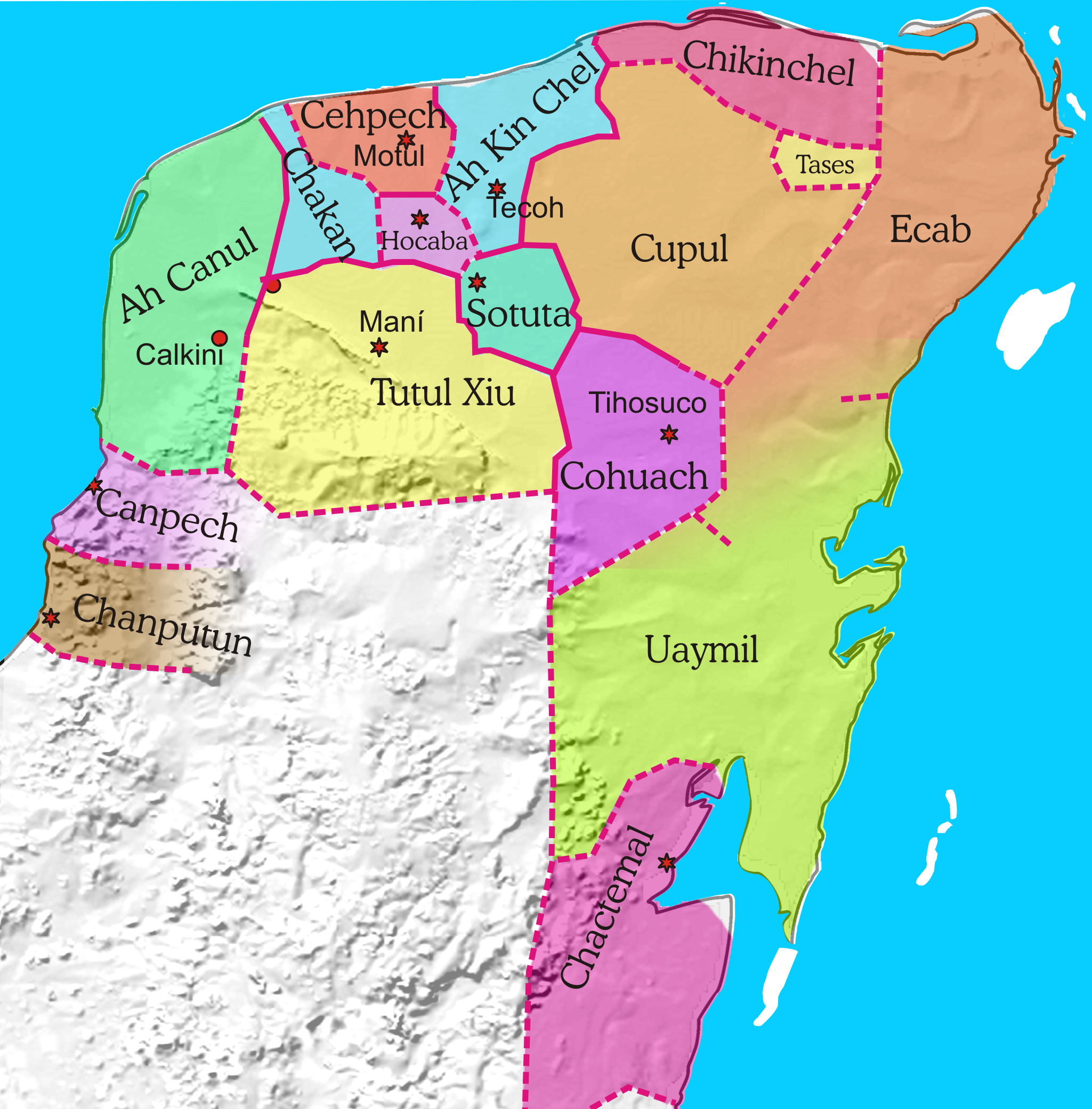
Politische Gliederung um 1500

Pech ist der Name eines postklassischen Fürstengeschlechts der Maya aus Yucatán. Die Familie besteht bis in die Gegenwart fort.

## Geschichte
Als Stifter der Dynastie gilt Naum Pech, ein Verwandter der Cocom aus Mayapán, der als Halach Huinik ab 1470 in Motul, der Hauptstadt des nach seinem Geschlecht benannten Fürstentums (Mayathan: cuchcabal) Ceh Pech, regierte.
Die Pech kooperierten, ähnlich den Tutul Xiu früh, jedoch nicht durchgängig, mit den Spaniern, stellten  zeitweise sogar alten gewachsenen Feindschaften folgend Auxiliartruppen gegen noch freie Mayafürstentümer. Dennoch wurde ihre Hauptstadt 1538 erobert und sie verloren ihre Souveränität. Allerdings erhielten die Pech die spanische Anerkennung ihres Adelsstandes und durften die Anrede Don führen, wovon vor allem das jeweilige Familienoberhaupt Gebrauch machte. Ebenfalls behielt die Familie ihre ökonomische und soziale Vormachtstellung in ihrem ehemaligen Herrschaftsgebiet inne.
Am 8. Mai 1544 wandten sich mehrere Angehörige der Pech mit einem Brief an den spanischen König Karl V. und machten auf ihre Situation aufmerksam. Zwischen dem 25. Dezember 1557 und 6. Januar 1558 nahm Alonso Ortiz de Argueta, der spanische Statthalter in Yucatán, anlässlich der Thronbesteigung Philipps II. von Spanien die Huldigungen neben anderen auch von Melchor Pech aus Chuburná und Francisco Pech aus Conkal als Repräsentanten ihrer Familie entgegen. 1567 stellte die Familie in 21 von 25 Orten in Ceh Pech den Batab. 1688 werden in Steuerlisten 15 Erwachsene Angehörige der Familie genannt, insgesamt waren aber zu dieser Zeit 34 Angehörige bekannt. Noch im 17. und 18. Jahrhundert wurde der Batab bzw. die Gouverneursstelle in Yaxkukul, Ixil, Motul, Chuburná und Chicxulub jeweils durch einen Angehörigen der Pech besetzt. In Ixil verfügten die Pech zudem über den mit Abstand größten Grundbesitz.

## Angehörige
- Naum Pech, ab 1470 Halach Huinik in Motul
- Nakuk Pech (1490–1562), Batab von Xulub Chen (heute Chicxulub),[3] Verfasser der viel beachteten Geschichte von Xulub Chen. (1562)[4]